# Shrigonda
Shrigonda è una città dell'India di 26.331 abitanti, situata nel distretto di Ahmednagar, nello stato federato del Maharashtra. In base al numero di abitanti la città rientra nella classe III (da 20.000 a 49.999 persone).

## Geografia fisica
La città è situata a 18° 37' 0 N e 74° 40' 60 E e ha un'altitudine di 560 m s.l.m..

## Società

### Evoluzione demografica
Al censimento del 2001 la popolazione di Shrigonda assommava a 26.331 persone, delle quali 13.619 maschi e 12.712 femmine. I bambini di età inferiore o uguale ai sei anni assommavano a 3.248, dei quali 1.719 maschi e 1.529 femmine. Infine, coloro che erano in grado di saper almeno leggere e scrivere erano 18.586, dei quali 10.507 maschi e 8.079 femmine.